# Cantone di El Triunfo
Il Cantone di El Triunfo è un cantone dell'Ecuador che si trova nella Provincia del Guayas.
Il capoluogo del cantone è El Triunfo.
| Controllo di autorità | LCCN (EN) n90601748 · J9U (EN, HE) 987007565147705171 |